# Saligny-sur-Roudon
Saligny-sur-Roudon település Franciaországban, Allier megyében. Lakosainak száma 648 fő (2022. január 1.). Saligny-sur-Roudon Coulanges, Diou, Liernolles, Monétay-sur-Loire, Pierrefitte-sur-Loire, Saint-Léon, Saint-Pourçain-sur-Besbre és Vaumas községekkel határos.

## Népesség
A település népessége az elmúlt években az alábbi módon változott:
| Lakosok száma | 1093 | 906  | 811  | 806  | 708  | 693  | 681  | 671  | 665  | 648  |
|               | 1968 | 1982 | 1990 | 2006 | 2013 | 2015 | 2017 | 2019 | 2020 | 2022 |